# نور النساء عنايت خان
نور النساء عنايت خان (بالإنجليزية: Noor Inayat Khan)‏ (بالهندوستانية، (اللغة الأردية): نور عنایت  خان، بالديوناكري: नूर इनायत ख़ान) (2 يناير 1914 – 13 سبتمبر 1944) أميرة هندية مسلمة، ولدت في روسيا عام 1914، شاركت في حركة المقاومة ضد النازيين خلال فترة الحرب العالمية الثانية، ولقد وصفها البريطانيون بالشجاعة ولقبوها بالبطلة لعملها بتفانٍ وإخلاص، وقتلها النازيون بعد تعذيبها بشكل وحشي لمدة عشرة أشهر.

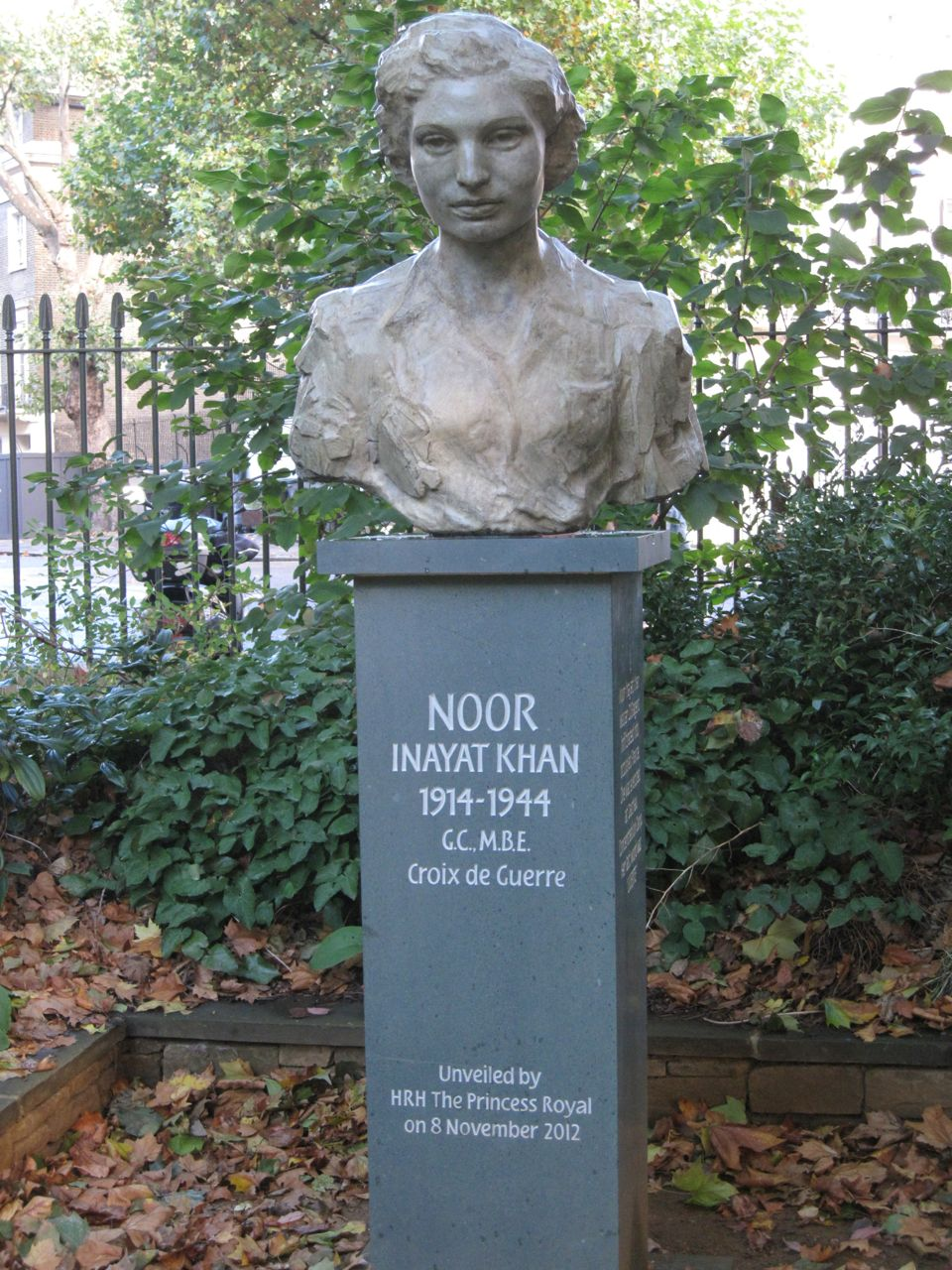
تمثال الأميرة نور النساء عنايت خان الذي أقيم في ساحة "غوردون" الشهيرة بوسط لندن عام 2012

أقامت المملكة المتحدة تمثالاً لها، في ساحة «غوردون» الشهيرة بوسط لندن، وأزيح عن التمثال الستار في حضور الأمير فيليب زوج الملكة إليزابيث، وابنتهما الأميرة آن.
عملت الأميرة الهندية نور النساء التي نشأت في بريطانيا وفرنسا، في صفوف قوات النخبة في مجال الجاسوسية لصالح بريطانيا خلال فترة الحرب العالمية الثانية، وعملت مشغلة للراديو اللاسلكي عام 1942. وساهمت في تلك المهمة في فترة احتلال ألمانيا النازية لفرنسا، ودفعت حياتها ثمناً لذلك.

## وفاتها
ألقي القبض عليها من قبل القوات النازية في فرنسا، واقتيدت إلى سجن انفرادي في ألمانيا، وتعرضت للتعذيب لمدة عشرة أشهر متواصلة، إلا أنها لم تستسلم ولم تكشف عن الأسرار التي لديها ولا عن مهمتها، أعدمت بإطلاق النار عليها وعلى ثلاثة اعتقلوا معها في 13 سبتمبر/أيلول 1944.

## التكريم
منحت بعد مقتلها وسام «صليب جورج» في المملكة المتحدة، تكريماً لها على شجاعتها، وأقامت لها نصب تذكاري في وسط لندن. كما منحتها فرنسا وسام «صليب الحرب». وأقامت فرنسا لها نصبين تذكاريين.

## روابط خارجية
- نور النساء عنايت خان على موقع IMDb (الإنجليزية)
- نور النساء عنايت خان على موقع إن إن دي بي (الإنجليزية)
- نور النساء عنايت خان على موقع قاعدة بيانات الفيلم (الإنجليزية)